# Microregione di Santana do Ipanema
Santana do Ipanema è una microregione dello Stato dell'Alagoas in Brasile, appartenente alla mesoregione di Sertão Alagoano.

## Comuni
Comprende 10 comuni:
- Pão de Açúcar
- São José da Tapera
- Senador Rui Palmeira
- Maravilha
- Ouro Branco
- Poço das Trincheiras
- Santana do Ipanema
- Carneiros
- Palestina
- Dois Riachos